# Guye (Tangshan)
Guye (chinesisch 古冶区, Pinyin Gǔyě Qū) ist ein chinesischer Stadtbezirk der bezirksfreien Stadt Tangshan im Nordosten der Provinz Hebei. Er hat eine Fläche von 252,6 Quadratkilometern und zählt 358.461 Einwohner (Stand: Zensus 2010).